# Pseudalosterna gorodinskii
Pseudalosterna gorodinskii är en skalbaggsart som beskrevs av Holzschuh 2003. Pseudalosterna gorodinskii ingår i släktet Pseudalosterna och familjen långhorningar. Inga underarter finns listade i Catalogue of Life.